# Mednarodni filmski festival v Karlovih Varih
Mednarodni filmski festival v Karlovih Varih na Češkem je tretji najstarejši filmski festival A kategorije na svetu (takoj za Benetkami in Moskvo). 
Od leta 1994 dalje festival vodi češki igralec Jiří Bartoška. 
Najpomembnejša nagrada je Kristalni globus (Kristalovy Globus).

## Dobitniki Kristalnega globusa (izbor)
- 1948 - Vanda Jakubowska - Ostatni etap
- 1949 - Vladimir Petrov - Stalingradskaja bitwa I
- 1954 - Herbert J. Biberman - Salt of the earth in Mikhail Kalatozišvili - Vernyye druz'ya
- 1958 - Sergej Gerasimov - Tihi Don
- 1962 - Mihail Romm - 9 dnej odnogo goda
- 1964 - Ján Kadár - Obzalovany
- 1966 - Tomás Gutiérrez Alea - La Muerte de un burócrata
- 1968 - Jiří Menzel - Rozmarné léto
- 1970 - Ken Loach - Kes
- 1976 - Humberto Solás - La Cantata de Chile
- 1980 - Günter Reisch, Günther Rücker - Die Verlobte
- 1984 - Sergej Gerasimov - Lev Tolstoj
- 1986 - Bill Bennett - A Street to Die
- 1988 - Xie Jin - Fu rong zhen
- 1995 - Jan Svěrák - Jízda
- 1997 - Alain Berliner - Ma vie en rose
- 1998 - Charles Binamé - Le Coeur au poing
- 1999 - Arik Kaplun - Ha-Chaverim Shel Yana
- 2000 - Andrucha Waddington - Eu Tu Eles
- 2001 - Jean-Pierre Jeunet - Le Fabuleux destin d'Amélie Poulain
- 2002 - Petr Zelenka - Rok ďábla
- 2003 - Ferzan Ozpetek - La Finestra di fronte
- 2004 - Andrea Frazzi, Antonio Frazzi - Certi bambini
- 2005 - Krzysztof Krauze - Mój Nikifor
- 2006 - Laurie Collyer - Sherrybaby
- 2007 - Baltasar Kormákur - Mýrin
- 2008 - Henrik Ruben Genz - Frygtelig lykkelig
- 2009 - Frédéric Dumont - Un ange à la mer
- 2010 - Agustí Vila - La mosquitera
- 2011 - Yossi (Joseph) Madmoni - Boker tov adon fidelman
- 2012 - Martin Lund - Mer eller mindre mann
- 2013 - János Szász - A nagy füzet
- 2014 - George Ovashvili - Simindis kundzuli